# 青衣天后古廟

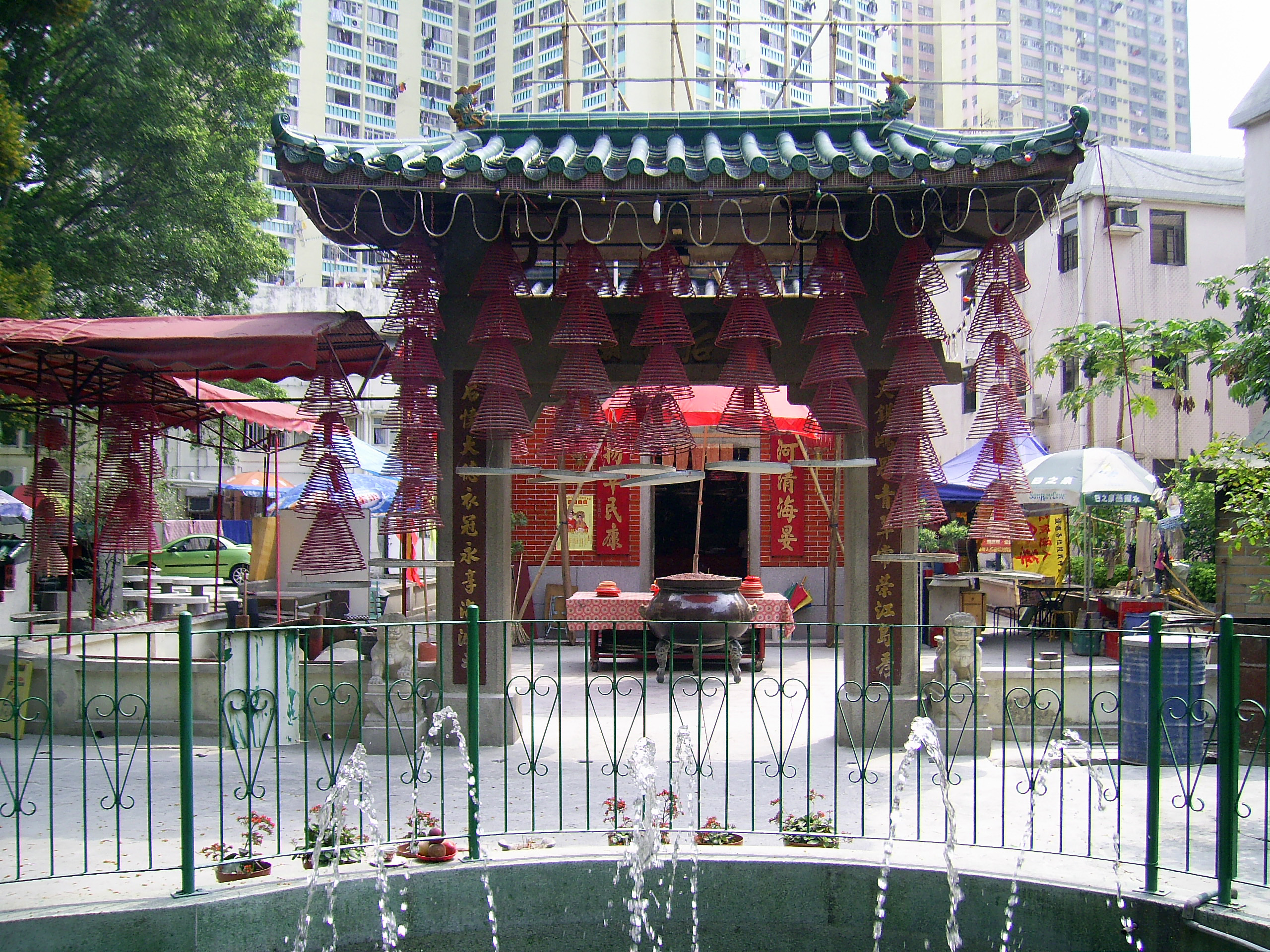
青衣天后古廟

青衣天后古廟是香港的一座天后廟，現址位於新界青衣島涌美路，其北為青衣警署及青衣消防局，其南為長青邨。

## 歷史
青衣天后古廟歷經兩次遷址。最早期的廟址位於荃灣聖溪灣，又稱三百錢(今荃灣海濱花園旁)，即青荃橋之下，因廟牆為白色，故稱為「白廟」。鄉民在該處響鐘時，對岸一處卻發出回音，故於清朝乾隆六年（1741年）將該廟遷往此地，即青衣警署現址。該廟曾於1926年及1962年重修。1983年，政府發展青衣島，並選擇在廟址興建青衣警署，該廟再南遷到現址。為免警署影響廟宇風水，新廟還耗資24萬港元加建噴水池、假石山和牌樓。

## 特色
青衣天后誕慶祝天后誕的活動於農曆四月初一至初五舉行，包括表演中國傳統大戲及花炮比賽，近年也設有夜市。